# 沙林察
沙林察（1922年1月2日—），柬埔寨政治人物、外交官。
沙林察原名Khin Kaing，出生在茶胶省，他的父母都是农民。年幼的时候他为了帮父母种地，无法像其他柬埔寨儿童一样进入学校上学。由于法国殖民政府禁止高龄儿童在小学上学，为了念书，他改名为沙林察以隐瞒自己的真实年龄。后来他成绩优异，在金边皇家大学取得法学学士学位，1966年又在巴黎大学获得哲学博士的学位。他是一位边境专家，他在巴黎大学的毕业论著是《柬埔寨的边境》（Les frontières du Cambodge）。这部著作中，沙林察指出下柬埔寨曾经一直是柬埔寨领土，直到17世纪中叶越南才利用柬埔寨的内部斗争控制了这里；19世纪末法国殖民者将下柬埔寨大部分土地合并到交趾支那是一项行政决定，并未在法律上设定边界。
回国后，沙林察进入外交部工作。1968年被任命为柬埔寨驻阿拉伯联合共和国（今埃及）大使，派往开罗上任，同时兼任塞内加尔大使。
1970年朗诺政变后，沙林察谴责了这场政变，并宣誓效忠于西哈努克亲王，任柬埔寨王国民族团结政府外交大臣、柬埔寨民族统一阵线委员的职务，他和谢桑（Chea San）、胡森巴（Huot Sambath）属于西哈努克派系的人民社会同盟。沙林察前往非洲多个国家，利用自己的人脉，为柬埔寨王国民族团结政府争取非洲数个国家的支持。
沙林察受到西哈努克和宾努的尊重，但英萨利很讨厌他。1975年4月17日，红色高棉夺取金边后，沙林察夫妇归国，随后沙林察被任命为外交部长。10月，他率代表团前往联合国会见美国助理国务卿菲力普·哈比卜，此后再也没有露面。1976年4月4日，与宾努总理一起辞职。后来，他被红色高棉关进了Beoung Trabek集中营，这个集中营专门用来关押外交官。
沙林察于1979年1月越南入侵柬埔寨后失踪，有一种说法称他被越南人民军逮捕，押往河内秘密关押，后来在1990年代死于越南。1989年，秀木曾要求英萨利寻找沙林察，但英萨利以沙林察会成为民主柬埔寨的敌人为由拒绝了这个提议。1989年，在沙林察的子孙写信给西哈努克，请求西哈努克介入，使父母获得自由。1991年9月，其子孙再次写信给西哈努克，声称有充分可靠的消息证实父母直到1991年4月以前被关押在头顿，后来被押回河内。西哈努克写信给越南总理武文杰。但武文杰回复称，经过充分调查，沙林察夫妇不在越南。